# Wiśniewscy herbu Prus I

Prus I herb Wiśniewskich

herb Wiśniewski Hrabia

 Wiśniewscy herbu Prus I – polski ród szlachecki  herbu Prus I, wywodzący się z Wiśniewa w ziemi łukowskiej.
Pisali się także Wiszniewscy, Wiszniowscy i Wiśniowscy. Zawołanie rodowe – Pro patria et fide (Za Ojczyznę i wiarę). Rodzina licznie rozrodzona w lubelskim, w ziemi chełmskiej i  w Małopolsce. Pierwsza wzmianka pisana o rodzie pochodzi z 1537, podpis Jana Wiśniewskiego widnieje na przywileju danym Rusi. W 1587 starostą mławskim był N. Wiśniewski. 29 grudnia 1876 jedna z gałęzi Wiśniewskich otrzymała w Wiedniu tytuł hrabiowski.

## Przedstawiciele rodu
- N. Wiśniewski Owiesek – starosta mławski (1584).
- Tobiasz Wiszniowski v Wiśniewski[2] – poeta, autor tomu trenów (1585).
- Jan z Wiśniewa Wiśniewski v Wiśniowski – cześnik łomżyński.
- Adam Wiśniewski  – podsędek, sędzia ziemski nowogrodzki (1637).
- Stanisław Michał Wiśniewski – skarbnik, podczaszy nurski (1699).
- Ignacy Józef Wiśniewski – starosta radohoszczcki (1749).
- Jan Wiśniewski – kanonik (1759) i kustosz przemyski(1762-74).
- Józef Wiśniewski – starosta gniewski (1764).
- Jan Gwalbert Wiśniewski – ziemianin, członek Stanów Galicyjskich.
- Mikołaj Ignacy Wiśniewski  – żołnierz napoleoński, kapitan I pułku ułanów, członek Stanów Galicyjskich (1832).
- hr. Tadeusz Stanisław Wiśniewski – hrabia, szambelan, poseł na Sejm Galicyjski.
- Wawrzyniec Wiśniewski (1823-1913) – właściciel Gomulina, powstaniec styczniowy, sybirak.
- Wiktor Wiśniewski (1822-1890) – ziemianin, kapitan-powstaniec z 1863, pisarz.
- hr. Stanisław Józef Wiśniewski – hrabia, szambelan.
- hr. Jarosław Klemens Wiśniewski – hrabia, dyplomata.
- hr. Witold Karol Wiśniewski – hrabia, teolog, ksiądz katolicki, szambelan papieski(1897).